# Rigas internationella flygplats
Rigas internationella flygplats (IATA: RIX, ICAO: EVRA) (lettiska: Starptautiskā lidosta "Rīga") är en internationell flygplats i Lettland, belägen cirka 10 kilometer sydväst om Rigas centrum. Flygplatsen byggdes år 1973 och är den största flygplatsen i de baltiska länderna. Flygplatsen har flyglinjer till över 90 destinationer i 30 länder och trafikerades 2015 av mer än 5 miljoner passagerare.

## Flygbolag och destinationer

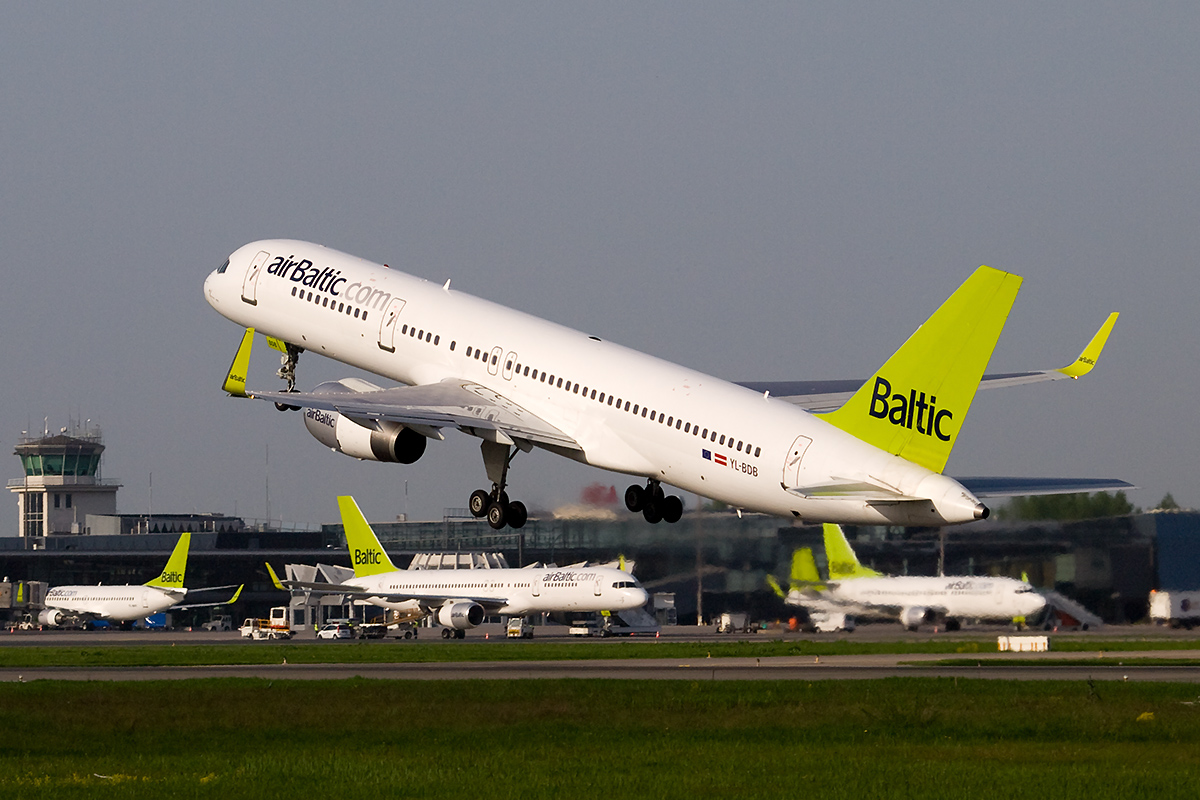
En airBaltic Boeing 757 lyfter från Riga International Airport

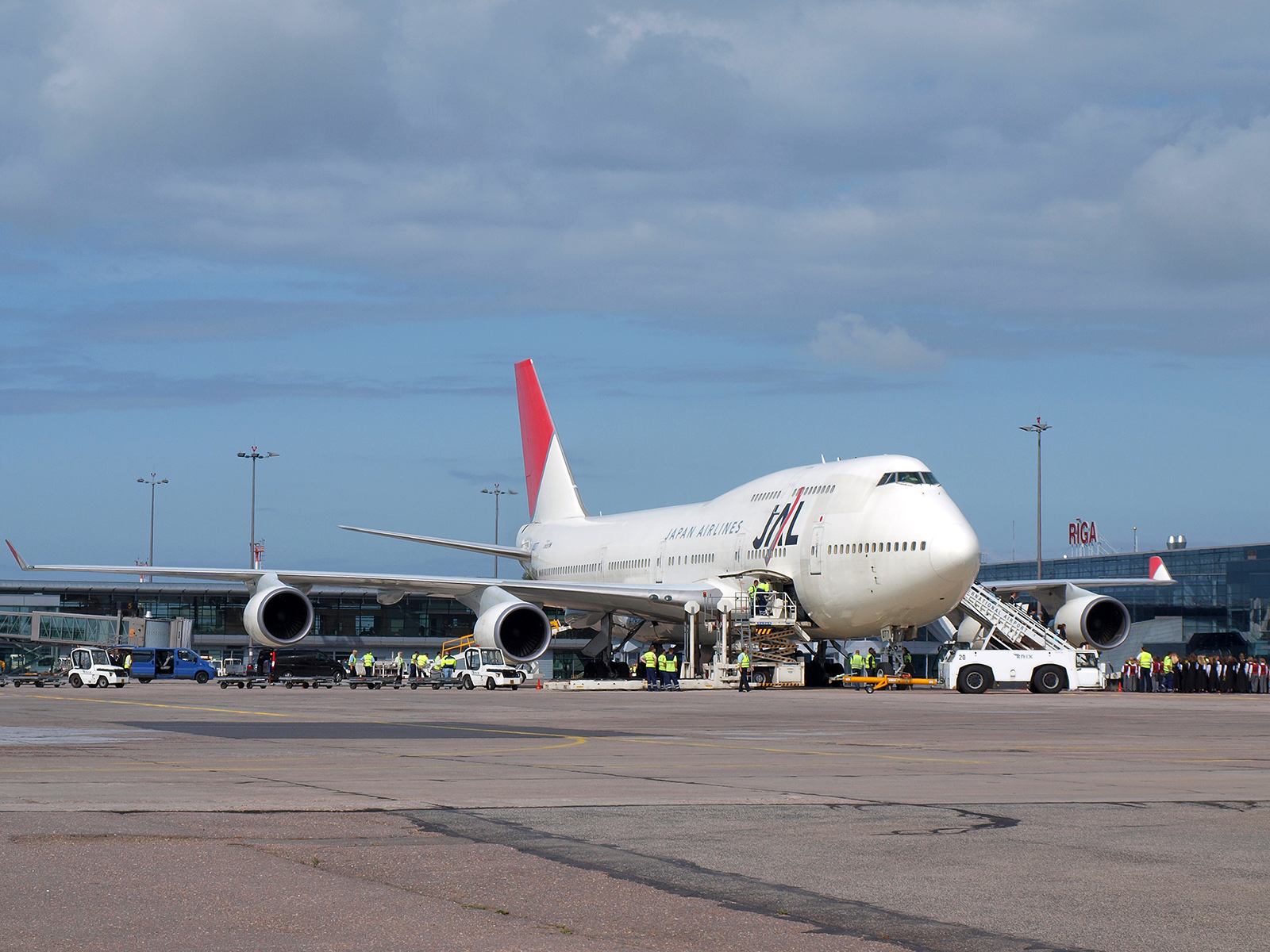
Japan Airlines Boeing 747 på Rigas internationella flygplats

| Flygbolag                       | Destinationer |
| ------------------------------- | --- |
| airBaltic                       | Amman, Amsterdam, Barcelona, Beirut, Belgrad, Bergen, Berlin-Tegel, Billund, Bryssel, Budapest [startar 16 maj], Chişinău, Kastrup, Dublin, Düsseldorf, Frankfurt, Gdańsk [startar 18 april], Genève, Göteborg-Landvetter, Hamburg, Helsingfors, Istanbul-Atatürk, Kaliningrad, Kaunas, Boryspil, Kuopio, Villmanstrand, London-Gatwick, Milano-Linate, Minsk, Sjeremetjevo, Domodedovo, München, Oslo-Gardermoen, Uleåborg, Palanga, Paris-Charles de Gaulle, Rom-Fiumicino, Rovaniemi, St. Petersburg, Stavanger, Stockholm Arlanda, Tallinn, Tartu, Tammerfors, Tashkent, Tbilisi, Tel Aviv, Åbo, Venedig-Marco Polo, Umeå, Vasa, Vilnius, Wien, Warzawa, Zürich Säsong: Almaty, Arkhangelsk, Aten, Baku, Belgrad, Bodrum, Dubai, Dushanbe, Hurghada, Kittilä, Luleå, Madrid, Nice, Odessa, Sharm el-Sheikh, Simferopol, Visby, Tromsø, Yerevan |
| Belavia                         | Minsk |
| Czech Airlines                  | Prag |
| Finnair                         | Helsingfors |
| LOT Polish Airlines             | Warzawa |
| Lufthansa                       | Frankfurt |
| Norwegian Air Shuttle           | Oslo-Gardermoen, Trondheim |
| Ryanair                         | Bergamo, Bremen, Charleroi, Dublin, East Midlands, Glasgow Prestwick, Hahn, Liverpool, London-Stansted, Oslo-Rygge, Rom-Ciampino [startar 5 maj], Stockholm Skavsta, Weeze Säsong: Bristol, Tammerfors |
| Sun d'Or International Airlines | Tel Aviv |
| TAROM                           | Bukarest-Henri Coandă |
| Turkish Airlines                | Istanbul Atatürk |
| Uzbekistan Airways              | Tasjkent |
| Wizz Air                        | London-Luton, Sandefjord |

## Marktransport

### Buss
Busslinje 22 går mellan Riga centrum och flygplatsen. Bussarna avgår var 15:e minut från 5:45 till 23:50. Resan tar cirka 30 min.

### Taxi
Uppställningsplats för taxi är precis utanför ankomsthallen. Det tar cirka 20 minuter mellan flygplatsen och centrala Riga.